# Stross-Quartett

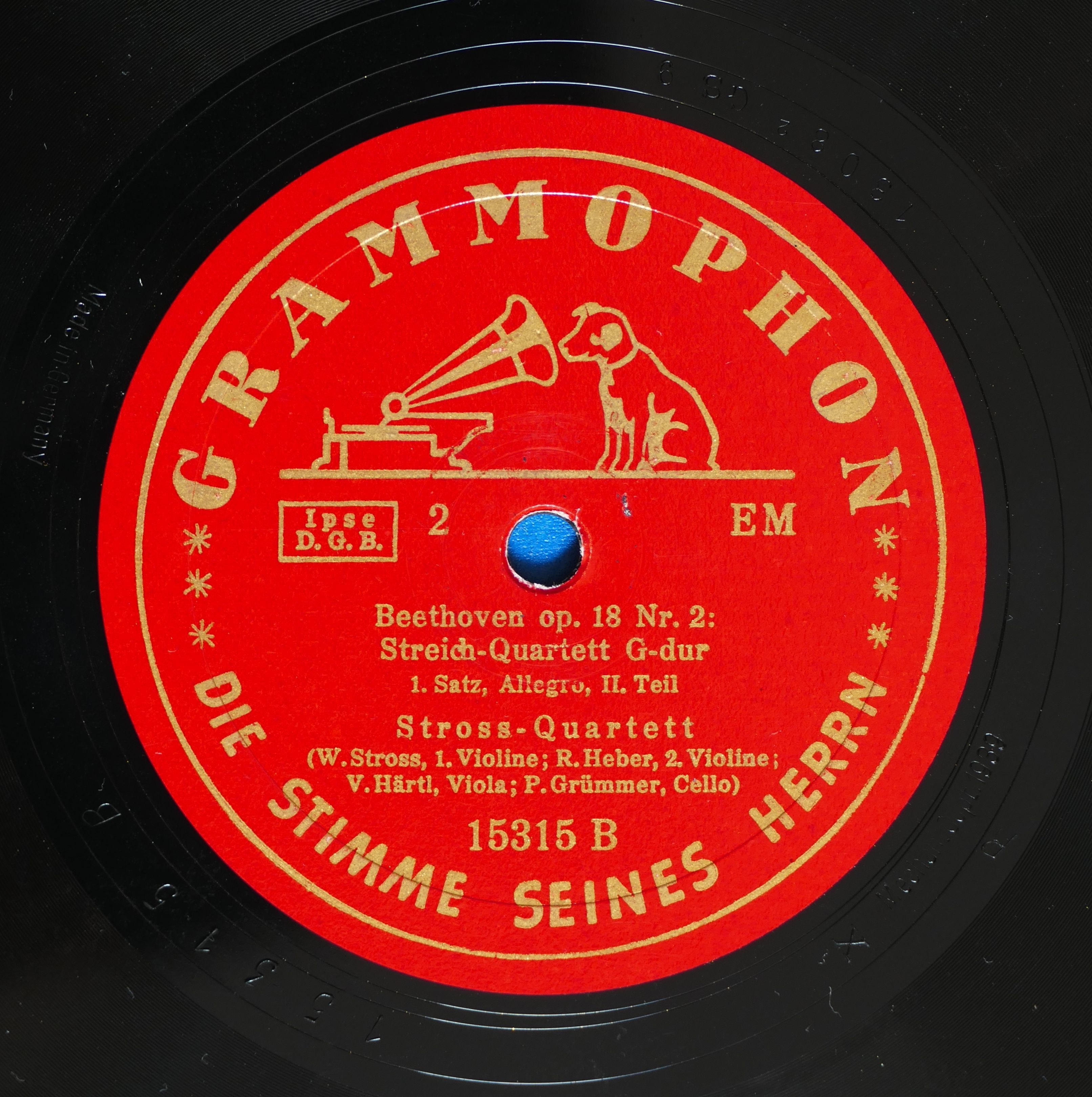
Label einer Schellackplatte, eingespielt von Stross-Quartett

Konzertplakat 1935

Das Stross-Quartett (ehemals Quartett der Kölner Studienzeit und Grümmer-Quartett) war ein bedeutendes deutsches Streichquartett aus Köln (1922–1931) bzw. München (1934–1966). Namensgeber war der langjährige Primarius Wilhelm Stross.
Es stand in der Tradition von Joseph Joachim und beeinflusste wie auch das Klingler-Quartett, das Busch-Quartett, das Havemann-Quartett, das Amar-Quartett, das Wendling-Quartett und das Strub-Quartett die deutsche Streichquartettlandschaft in der ersten Hälfte des 20. Jahrhunderts maßgeblich mit.
Das Quartett stand 1944 in der Gottbegnadeten-Liste des Reichsministeriums für Volksaufklärung und Propaganda. Damit waren die Mitglieder des Quartetts vom Kriegsdienst entbunden, was eine Seltenheit darstellte. Ab 1940 spielte das Streichquartett oft bei Wehrmachts-Konzerten. Außerdem trat es bei NSDAP- und Kraft-durch-Freude-Veranstaltungen sowie in Lazaretten auf.
Auch in der alliierten Besetzungszeit konnte das Ensemble seine Tätigkeit fortführen. Nach dem Zweiten Weltkrieg avancierte das Stross-Quartett neben dem Koeckert-Quartett zum bedeutendsten deutschen Streichquartett. Internationale Konzertreisen führten das Ensemble durch Europa sowie nach Asien, Afrika und Südamerika. In den frühen 1960er Jahren organisierte das Goethe-Institut Konzerte in der Türkei, in den Vereinten Arabischen Emiraten, in Jordanien, in Zypern und in Griechenland. Auch trat das Quartett mit wichtigen ausländischen Akteuren wie dem Pariser Loewenguth-Quartett und der Bläservereinigung der Wiener Philharmoniker auf.
Nach dem Tod des Gründers 1966 wickelte Ingo Sinnhoffer das Stross-Quartett ab. Der Geiger Josef Märkl und der Cellist Rudolf Metzmacher gründeten 1968 das Märkl-Quartett, welches die Tradition des Stross-Quartetts fortsetzte.
Das Repertoire des Ensembles war sehr breit aufgestellt (u. a. Bach, Bartók, Max Reger, Blacher, Johannes Brahms, Anton Bruckner, Dvořák, Fasch, Gál, Grieg, Haydn, Paul Hindemith, Humperdinck, Hans Pfitzner, Maurice Ravel, Respighi, Smetana, Robert Schumann, Giuseppe Verdi und Viotti). Vor allem hatten die zyklischen Aufführungen der Werke von Wolfgang Amadeus Mozart, Ludwig van Beethoven und Franz Schubert besonderes Gewicht. Im Laufe seiner Geschichte brachte das Streichquartett moderne Kompositionen von Martin Karl Hasse, Oscar von Pander, Richard Trunk und Mordechai Sheinkman zur Uraufführung.
Das Stross-Quartett legte mehrere Schallplatten- und Rundfunkaufnahmen vor.

## Mitglieder
Das Streichquartett wurde mehrmals umbesetzt, wobei Wilhelm Stross fast durchgängig Primarius war:
- 1. Violine: Wilhelm Stross (1922–1929 und 1929–1966), Hans-Detlev Grümmer (1929) und Ingo Sinnhoffer (1966)
- 2. Violine: Otto Holm (1922–1929), Wilhelm Stross (1929), Hermes (1929–1931), Anton Huber (1934–1937), Franz Schmidtner (1937/38), Richard Heber (1938–1944), Karl-Albrecht Hermann (1944–1949), Heinz Endres (1949–1952), Kurt-Christian Stier (1952–1961), Oskar C. Yatko (1961–1964) und Josef Märkl (1964–1966)
- Viola: Fritz Lang (1921–1929), Hermann Zitzmann (1929), Otto Holm (1929–1931), Valentin Härtl (1934–1948 und 1952–1958), Siegfried Meinecke (1948–1952), Georg Schmid (1958–1961), Ingo Sinnhoffer (1961–1963) und Gérard Ruymen (1963–1966)
- Violoncello: Kurt Friedrich (1922–1929), Paul Grümmer (1929 und 1937–1940), A. Johnen (1929–1931), Anton Walter (1934–1937) und Rudolf Metzmacher (1940–1966)

## Diskografie (Auswahl)
- Ludwig van Beethoven:

Streichquartett op. 18/2 (Deutsche Grammophon EM 15315 bis 15318; 1939)
Streichquartett op. 18/4 (Deutsche Grammophon EM 15312 bis 15314; 1939)
Streichquartett op. 18/5 (Deutsche Grammophon EM 15297 bis 15299; 1939)
Streichquartett op. 95 (Deutsche Grammophon LM 67910 bis 67912; 1942)
Streichquartett op. 135 (Aarton-Music; 1965)
Septett op.20, Es-Dur (mit Mitgliedern der Wiener Philharmoniker; Wilhelm Stross, Valentin Härtl, Rudolf Metzmacher, Leopold Wlach -Klarinette-, Gottfried Freiberg -Horn-, Otto Rühm -Kontrabass-, Karl Öhlberger -Fagott-; Tefi Stunden Band TD/S 4077; ca. 1955)
- Joseph Haydn:

Streichquartett op.88, C-Dur (Deutsche Grammophon LM 68259 bis 68261; 1942)
- Wolfgang Amadeus Mozart:

Hornquintett KV407, Es-Dur (mit Gottfried von Freiberg; Tefi-Stunden Band TD/S 4063; ca. 1955)
Klavierquartett KV478, g-moll (mit Hans Erich Riebensahm -Klavier-; Tefi-Stunden Band TD/S 4078; ca. 1955)
Streichquintett KV 516 (mit Philipp Haaß; Deutsche Grammophon; 1942)
- Franz Schubert:

Streichquintett D 667, op. 114, A-Dur, Forellenquintett (Telefunken E 2112 bis 2115; 1939)
Streichquintett D 956 (mit Heinz Decker; 1949 / mit Oswald Uhl, Sound Star-Tonproduktion; 1964)
- Carl Maria von Weber:

Klarinettenquintett op.34, B-Dur (mit Leopold Vlach, Klarinette, Tefi Stundenband TD/S 4069; ca. 1955)